# 17412 Kroll
17412 Kroll este un asteroid din centura principală de asteroizi.

## Descriere
17412 Kroll este un asteroid din centura principală de asteroizi. A fost descoperit pe 24 mai 1988 la Observatorul La Silla de Werner Landgraf. El prezintă o orbită caracterizată de o semiaxă mare de 2,41 ua, o excentricitate de 0,15 și o înclinație de 5,6° în raport cu ecliptica.